# ماكينتوش (فلوريدا)
ماكينتوش (بالإنجليزية: McIntosh)‏ هي مدينة أمريكية تقع في ولاية فلوريدا. تبلغ مساحة هذه المدينة 1.8 (كم²)،ويبلغ عدد سكانها 453 نسمة حسب إحصاء سنة 2010 م 453.تشير إحصاءات سنة 2000م بأن الكثافة السكانية في هذه المدينة تقدر بـ(251.7) نسمة/كم2 